# Jan Łopata
assinatura
Jan Zbigniew Łopata (Motycz, 16 de Agosto de 1954) é um político da Polónia. Ele foi eleito para a Sejm em 25 de Setembro de 2005 com 8033 votos em 6 no distrito de Lublin, candidato pelas listas do partido Polskie Stronnictwo Ludowe.